# جينغوي

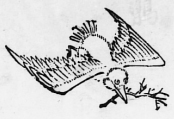
جينغوي كما تم تصويره في طبعة 1597 من Shanhaijing

جينغوي (الصينية التقليدية: 精衛 ؛ الصينية المبسطة: 精卫; بينيين: جينغوي؛ ويد-جيلز: شينغ-وي)
 هو طائر في الأساطير الصينية، الذي تحول من نوا ابنة ياندي. وهي أيضًا إلهة في الأساطير الصينية. بعد أن غرقت أثناء اللعب في البحر الشرقي، تحولت إلى طائر يسمى جينغوي. جينغوي مصممة على ملء البحر، لذلك تحمل باستمرار حصاة أو غصينًا في فمها وتسقطه في البحر الشرقي.

## النسخة الكلاسيكية
تم تسجيل القصة في شانهاجين :
| « | ثلاثة آلاف وتسعون li إلى أقصى الجنوب الشرقي، ثم الشمال الشرقي، جبل الحمام المغادر. تكثر أشجار التوت على قممها. يعيش هناك طائر يشبه الغراب برأس منقوش ومنقار أبيض وأقدام حمراء. يطلق عليه جينغوي ، ويصدر صوت نفس اسمه. هي نوا ، الابنة الصغرى ل Flame Thearch. غرقت نوا أثناء السباحة في البحر الشرقي لأنها لم تكن قادرة على العودة إلى الشاطئ. ثم تحولت بعد ذلك إلى طائر Spirit-Guardian تحمل الأغصان والحجارة من الجبال الغربية لملء البحر الشرقي. ينبع نهر تشانغ من هنا ويتدفق شرقًا إلى النهر الأصفر | » |

تاو تشيان، الشاعر، ذكر جينغوي في قصائده الثلاثة عشر عند قراءة الطرق الإرشادية عبر الجبال والبحار، حيث أقام علاقة بين جينغوي وشينغتيان في تصميمهما على التغلب على المآسي ولكنه ذكر أيضًا عدم قدرتهما على التحرر منها.
""[جينغوي] تمسك بالأغصان، مصممة على ملء أعماق البحر الأزرق. يرقص شينغتيان بعنف بالرمح والدرع، ولا تزال طموحاته القديمة تحترق بشدة. بعد الاختلاط بالأشياء، لا ينبغي أن تبقى أي مخاوف. بعد التحول، يجب أن يفر كل الندم. إنهم يتشبثون بقلوبهم المحطمة من الماضي عبثًا. كيف يمكنهم التنبؤ بيوم أفضل؟"

## في الثقافة الشعبية
جينغوي لديها حوار مع البحر حيث يسخر منها البحر، بقولها إنها لن تكون قادرة على ملئه حتى في غضون مليون سنة، عندها ترد بأنها ستقضي عشرة ملايين سنة، حتى مائة مليون سنة، مهما تطلب الأمر لملء البحر حتى لا يضطر الآخرون إلى الهلاك كما فعلت هي. من هذه الأسطورة يأتي شيغنيو الصيني (مصطلح رباعي الحروف) «جينغوي تحاول ملء البحر» (精衛填海), يعني الصمود والمثابرة في مواجهة التحديات الشبه مستحيلة.
إنها أيضًا بطلة قابلة للعب في Smite .

## علم وراثة ذبابة الفاكهة
قام البروفيسور مانيوان لونج من جامعة شيكاغو بتسمية ذبابة الفاكهة (jgw) اسم جينويي  لأنها - مثل الأميرة - «متجسدة» بوظيفة جديدة ومظهر جديد (هيكل). تم تسمية الجينات ذات الصلة بعد الأساطير الصينية.

## أنظر أيضا
- الطيور في الأساطير الصينية

## روابط خارجية
- وانج ون وآخرون . «أصل جين Jingwei والبنية المعيارية المعقدة لجينها الأبوي، الإمبراطور الأصفر ، في Drosophila melanogaster». من علم الأحياء الجزيئي والتطور ، المجلد 17، العدد 9، 1 سبتمبر 2000، الصفحات 1294-1301.

1. ↑  ستراسبرغ (2002)، 132. «الروح-الحارسة (شينغوي)» 精衛
2. ↑  This is not to be confused with the goddess نوا who created mankind and repaired the heavens (Yang & An, 2005).
3. 1 2 3  يانغ وآن (2005)، 154-155.
4. ↑  ستراسبرج، 132.
5. ↑  Translation in Strassberg (2002), 132.
6. ↑  ستراسبيرج، 18.
7. ↑  ترجم في ستراسبرغ (2002)، 18.
8. ↑  Long, M., C. H. Langley 1993. Natural selection and the origin of jingwei, a chimeric processed functional gene in Drosophila. Science 260: 91-95.

## فهرس
- Strassberg، Richard E. (2002). A Chinese Bestiary: Strange Creatures from the Guideways Through Mountains and Seas. Berkeley: University of California press. ص. 132. ISBN:0-520-21844-2.
- Yang، Lihui؛ An، Deming (2005). Handbook of Chinese mythology. Santa Barbara: ABC-Clio. ISBN:1-57607-806-X.

قالب:Chinese mythology